# Bomba capilar
Uma bomba capilar é um dispositivo que promove a movimentação do fluido de um sistema através do fenômeno da capilaridade, que em conjunto com a mudança de fase do fluido, permite que o bombeamento ocorra sem qualquer fornecimento de trabalho ao sistema. A energia térmica absorvida pela bomba capilar é a fonte de energia que move o fluido no sistema. 
O objetivo dos sistemas de bombeamento capilar na maioria dos casos é o transporte da energia absorvida da bomba capilar, que é um dos componentes do evaporador, para o condensador.
Uma das principais características dos sistemas de bombeamento capilar é a alta capacidade de transporte de energia térmica mesmo com pequenas diferenças de temperatura entre o evaporador e o condensador.